# Залізнична платформа 3293 км
3293 км (рос. 3293 км) — населений пункт (тип: залізнична станція) у Коченевському районі Новосибірської області Російської Федерації.
Входить до складу муніципального утворення Прокудська сільрада. Населення становить 23 особи (2010).

## Історія
Згідно із законом від 2 червня 2004 року органом місцевого самоврядування є Прокудська сільрада.

## Населення
| 2002 | 2007 | 2010 |
| ---- | ---- | ---- |
| 19   | ↘15  | ↗23  |